# 稗田乃
稗田 乃（ひえだ おさむ、1951年12月7日 - ）は、日本の言語学者。専門はナイル諸語研究。東京外国語大学アジア・アフリカ言語文化研究所在籍時はウガンダで話されている言語の一つクマム語の共時的記述に取り組んでいる。
東京外国語大学名誉教授。博士（文学）。

## 学歴
- 1976年3月 - 京都大学文学部卒業
- 1978年3月 - 京都大学大学院文学研究科修士課程修了
- 1984年3月 - 京都大学大学院文学研究科博士課程単位取得退学
- 2005年7月 - 博士（文学）学位取得

## 職歴
- 1984年4月 - 大阪工業大学工学部 講師
- 1988年4月 - 大阪外国語大学外国語学部 講師
- 1988年10月 - 同 助教授
- 2001年4月 - 同 教授
- 2006年4月 - 東京外国語大学アジア・アフリカ言語文化研究所 教授
- 2015年 - 東京外国語大学定年退職・名誉教授

## 研究業績
- 『ナイル諸語比較研究の諸問題－ナイル語西方言における名詞の語形成法を中心に－』（博士学位申請論文）2005
- 「クマム語における動詞の意味分類について」『スワヒリ＆アフリカ研究』13、2003
- 『言語間の接触において生じる言語現象』（編著）2002
- 「死語のプロセス－言語交替と言語干渉、東アフリカの場合－」『危機に瀕した言語について、講演集（三）』2001 [3]